# 4 gegen Z
4 gegen Z (littéralement : 4 contre Z) est une série télévisée allemande pour la jeunesse en 39 épisodes créée par Klaus Wirbitzky (de) et Andrea Katzenberger (de), diffusée en Allemagne de 2005 à 2007.
La série relate les aventures de quatre jeunes cousins qui doivent empêcher un seigneur des ténèbres nommé Zanrelot, de quitter le monde souterrain et prendre le contrôle de la ville de Lübeck.

## Synopsis
Saison 1
À sa mort, la grand-tante Hedda Sörensen lègue beaucoup d'argent à ses héritiers à la condition expresse qu'ils vivent pendant un an dans sa villa près de Lübeck. Ces héritiers sont : l'écrivaine et mère célibataire Julia Lehnhoff et ses filles Karo et Leonie ; le lanceur de modes Sascha Sorensen, également célibataire, et ses fils Otti et Pinkas.
Dès leur arrivée dans la nouvelle résidence, des choses étranges se produisent. Un homme, Karo, entièrement vêtu de noir, essaie de voler un livre sans pages que la tante Hedda a légué à ses petits-neveux, et Pinkas est catapulté dans un monde étrange par le biais du vieux miroir de Hedda. Ensuite, le fantôme de la tante Hedda apparaît aux enfants : elle leur explique qu'ils sont désormais les Gardiens et qu'ils doivent protéger la ville du méchant souverain Zanrelot et de son assistant Matreus. Ces forces obscures tentent de détruire Lübeck et de subjuguer les habitants de la ville depuis près de 500 ans. La tante Hedda elle-même est morte dans un combat contre lui ; ce serait maintenant la tâche des enfants de terminer ce que Hedda et Jonathan, son vieil ami, avaient commencé.
Ils seront assistés par un gnome nommé Kasimir et Jonathan, qui n'est visible que par Léonie. L'héritage de Hedda comprend également un livre ancien, généralement transmis de Gardien en Gardien, qui contient des connaissances utiles dans la lutte contre Zanrelot. Hedda donne également aux enfants des objets spéciaux appelés « résolveurs » : des lunettes magiques qui peuvent être utilisées, par exemple, pour voir à travers les murs ; une amulette qui détourne les attaques de Zanrelot ; un laser pointeur pour ouvrir les portes ; un gant qui peut être utilisé, par exemple, pour guérir les blessures.
Au cours de la première saison, les gardiens apprennent à utiliser leurs nouveaux pouvoirs et découvrent le secret de la haine irrépressible de Zanrelot envers les habitants de Lübeck. Il y a près de 500 ans, les habitants de Lübeck avaient assassiné de sang-froid son père, le maire de Lübeck, après qu'il aurait omis à plusieurs reprises d'agir dans l'intérêt de la ville. À l'époque, Zanrelot avait juré de venger son père. Il se rendit chez son futur maître, l'Abbé Noir, qui lui apprit l'art de la magie noire. À la fin de la saison, le pouvoir de Zanrelot est si grand qu'il peut quitter la pègre. Afin de retrouver toutes ses forces, il souhaite rencontrer l'Abbé Noir. Pour ce faire, Zanrelot a besoin d'une clé spécifique pour ouvrir la chambre scellée dans laquelle se trouve son ancien professeur. La clé, cependant, est dans le corps de Pinkas, où elle ne peut plus sortir facilement. Cependant, Zanrelot a un pouvoir si inimaginable que même cet obstacle n'est plus réel pour lui. Il a trompé les enfants en essayant d'atteindre son maître et a commencé son rituel. Mais les Gardiens contrecarrent une fois de plus les plans de Zanrelot, si bien qu'il est détruit. Matreus, cependant, parvient à s'échapper.
Saison 2
Zanrelot est tellement possédé par les ténèbres au cours des siècles qu'il n'a besoin ni de cœur ni d'âme pour exister. C'est pourquoi Matreus réussit aussi à le réanimer. Lorsque les gardiens reviennent de leurs vacances bien méritées, ils décident de rester dans la villa de Hedda malgré l'expiration du délai et l'héritage déjà acquis. La raison en est que les deux familles Lehnhoff et Sörensen se comprennent désormais mieux. Sascha veut même demander Julia en  mariage - ce qu'il manque de faire à chaque fois - et Pinkas a également des vues sur Karo.
Le scénario est à nouveau cette fois de repousser le grand nombre de campagnes de vengeance de Zanrelot et de défendre Lübeck. Contrairement à la saison précédente, les événements clés de l'histoire de Zanrelot sont encore plus abordés. L'arbre généalogique en particulier joue un rôle plus important dans le dernier épisode. Les Gardiens apprennent que Jonathan est le fils de Zanrelot et que Matreus est son cousin.
Zanrelot prend le contrôle total du corps de Jonathan avec une malédiction. Cela lui permet de quitter le monde souterrain. Lorsque les parents rencontrent des problèmes financiers, il achète la maison, toujours sous les traits de Jonathan, et la loue aux deux familles, mais prévoit de leur donner un préavis dans quelques jours. Il supprime également le miroir magique que les Gardiens utilisent pour entrer dans le monde souterrain. En conséquence, Pinkas et Karo, qui sont allés aux enfers pour espionner les plans de Zanrelot, ne peuvent pas revenir. Le pouvoir des Gardiens est ainsi divisé, afin que Zanrelot puisse endormir tous les Lübeckois grâce à un obélisque égyptien, d'où ils se réveilleront en zombies. Otti et Leonie parviennent à ramener Pinkas et Karo des enfers, et ensemble ils combattent Zanrelot. Comme il occupe toujours le corps de Jonathan, la seule façon pour eux de le tuer est de tuer également Jonathan, ce qu'ils ne peuvent pas faire. Le combat, cependant, a affaibli Zanrelot, de sorte que Jonathan peut à nouveau le chasser de son corps. Cela les fait mourir tous les deux, mais Jonathan accepte cela, car il empêche Zanrelot d'asservir le peuple.
Saison 3
Après que Matreus a ressuscité Zanrelot, il renonce à se venger des habitants de Lübeck. Au lieu de cela, il a des plans plus ambitieux : conquérir la soi-disant Porte du monde, qui est censée se trouver dans un endroit inconnu de Hambourg. Celui qui entre par ce portail devient le souverain du monde entier. Étant donné que Zanrelot est désormais actif à Hambourg et que Karo, Pinkas, Otti et Leonie ne peuvent exercer leurs fonctions de Gardiens que dans la région de Lübeck, de nouvelles personnes doivent désormais occuper le poste de Gardiens. Zanrelot sait que les nouveaux enfants devraient se voir confier la tâche de protéger Hambourg ; aussi envoie-t-il Matreus dans le monde extérieur pour les tuer avant qu'ils ne puissent apprendre des pouvoirs magiques. Matreus semble avoir réussi à première vue, mais à la fin, ils ne sont endormis qu'en apparence, et les anciens réussissent à transférer leurs pouvoirs aux nouveaux Gardiens, David, Finja, Milli et Jakob. Comme tante Hedda doit également rester à Lübeck, la riche veuve marchande Sophie, qui n'est plus que l'ombre d'elle-même et décédée en 1559, s'emploie à aider les Gardiens en cas de besoin. Avec un poil de Zanrelot, les gardiens réussissent également à ressusciter Jonathan.
Zanrelot prend maintenant Matreus comme son fils et lui enseigne la magie noire. Plusieurs fois, il essaie de mettre les habitants de Hambourg sous son contrôle ou de nuire aux Gardiens, mais à la fin, il échoue. Zanrelot voit la faute dans Matreus. Lorsque deux comètes entrent en collision en orbite sur Terre, Zanrelot absorbe l'énergie qui est libérée et atteint ainsi la surface. Il ouvre la porte du monde. Les Gardiens parviennent à refermer la porte, mais sont inférieurs à Zanrelot. Lorsque Zanrelot essaie de tuer les Gardiens, Jonathan intervient et, à sa propre surprise, utilise la magie noire. Enfin, Zanrelot et Jonathan s'engouffrent dans l'Elbe et laissent les Gardiens désemparés.
Les deux arrivent dans le monde souterrain. Là, Zanrelot peut attirer Jonathan à ses côtés, car, comme les Gardiens l'ont recréé à partir d'un cheveu de Zanrelot, il y a aussi du mal en Jonathan. Sur ce, Zanrelot se débarrasse de Matreus, dont il n'a plus besoin, et envisage de détruire les Gardiens avec Jonathan et de conquérir le monde. Jonathan utilise une astuce pour attirer les Gardiens et la tante Sophie - qui ignorent qu'il a changé de camp - dans le monde souterrain ; il vole même leurs pouvoirs magiques à David, Jakob et Finja. Quand il veut tuer les Gardiens, Matreus se tient de manière protectrice devant les Gardiens et se bat contre Zanrelot et Jonathan. Matreus meurt, mais Sophie et les Gardiens s'échappent.
Les Gardiens sont dans l'impasse. Seule Millie peut se défendre contre l'influence de Zanrelot ; toutes les autres personnes, y compris les autres Gardiens, sont devenues des esclaves sans volonté. Sophie a également disparu. Mais Zanrelot ne peut pas encore franchir la Porte du monde, car Millie a volé la carte et la clé de celle-ci. Elle réussit à rendre leur force aux autres Gardiens et à les libérer pour qu'ils soient réunis. Ils apprennent que la magie ne fonctionne pas à l'intérieur de la porte d'entrée du monde et y voient une chance de détruire Zanrelot et Jonathan. La suggestion de Zanrelot leur semble juste : en échange de la carte et de la clé, Zanrelot laissera les Gardiens vivre avec leur famille et leurs amis sur une île qui ne sera pas gouvernée par lui. Les Gardiens acceptent apparemment et laissent Zanrelot et Jonathan entrer par la porte, puis ils la gèlent avec leurs « résolveurs » et enferment les deux méchants dans une boule à neige.

## Fiche technique
- Titre : 4 gegen Z
- Réalisation : Klaus Wirbitzky (de) (26 épisodes), Andrea Katzenberger (de) (13 épisodes)
- Scénario : Katharina Mestre (10 épisodes), Jörg Reiter (9 épisodes), Andrea Katzenberger (6 épisodes), Sonja Sairally (6 épisodes)…
- Musique : Mario Schneider
- Son : Matthias Plischke
- Société de production :
- Société de distribution :
- Pays d'origine :  Allemagne
- Langue : allemand
- Format : couleur - 1,33:1 - stéréo
- Genre : fantastique
- Durée : 39 épisodes de 28 minutes
- Dates de première diffusion :
  -  Allemagne : 9 avril 2005 sur KiKA
  -  France : date inconnue

## Distribution

### Saisons 1 et 2
| Rôle                       | Acteur               |
| -------------------------- | -------------------- |
| Pinkas Sörensen            | Kevin Stevan         |
| Karoline « Karo » Lehnhoff | Jessica Rusch        |
| Ottokar « Otti » Sörensen  | Jonas Nay            |
| Leonie Lehnhoff            | Carolyn McGregor     |
| Hedda Sörensen             | Eva-Maria Hagen      |
| Julia Lehnhoff             | Karoline Eichhorn    |
| Sascha Sörensen            | Siegfried Terpoorten |
| Matreus                    | Andreas Pietschmann  |
| Zanrelot                   | Udo Kier             |
| Jonathan « Jona » Levi     | Lucas Gregorowicz    |
| Kasimir                    | Klaus Naeve (voix)   |

### Saison 3
| Rôle                   | Acteur              |
| ---------------------- | ------------------- |
| Jakob « Jakko » Frese  | Anton Baengs        |
| Finja Sander           | Leonie Landa        |
| David Kierow           | Lukas Kieback       |
| Emilia Sander          | Johanna Berger      |
| Sophie-Elise           | Monica Bleibtreu    |
| Hanna Sander           | Fiona Coors         |
| Juri Kierow            | Ben Daniel Jöhnk    |
| Jonathan « Jona » Levi | Lucas Gregorowicz   |
| Matreus                | Andreas Pietschmann |
| Zanrelot               | Udo Kier            |

## Source de la traduction
- (de) Cet article est partiellement ou en totalité issu de l’article de Wikipédia en allemand intitulé « 4 gegen Z » (voir la liste des auteurs).